# 強行採決
強行採決（きょうこうさいけつ）とは国会など議会で全野党から採決合意が得られず、過半数議席を持っている際に与党単独が賛成する形で審議を打ち切り、委員長や議長が採決を行うことを意味する日本のマスコミ用語。与党単独採決ともいう。

## 概要
55年体制下、自民党だけで衆参単独過半数を持っているのにも関わらず、自民党が野党へ配慮し、与野党対決法案以外の法案は基本的に全会一致で可決しようとする姿勢であるために、逆に与党単独採決がレアケースとなったことで生まれた言葉。1955年体制下に国対政治が始まった1968年以降は、唯一野党がマスコミに担がれる舞台が「強行採決の茶番」であり、「国会の中継で良く見かける強行裁決時の与野党入り乱れる乱闘風景」はヤラセとしての日本的慣習である。日本マスコミ由来の造語であるが、韓国でも利用されるようになった。欧米で同様の行為は単に「議会の多数派による採決」であるため、該当用語が存在しない。　
他にも与党単独過半数時のパフォーマンスとして、自民党政権が揺るぎなかった時代(55年体制下の万年与党時代)などは、野党は可決濃厚な法案へ牛歩戦術なども取られていた。しかし、政治評論家有馬晴海によると、1990年代以降から、野党が国政選挙で自民党に勝つこともあり得るような状況になると、『牛歩で議会の進行を妨害するくらいなら、選挙に勝てよ』という風潮になり、時代遅れの戦術になった。日本維新の会の馬場伸幸代表によると、立憲民主党が野党第一党となっても事前取り決めの慣習は続いている。「強行採決をやる時」は、「与党側から事前に申し入れがされ、野党側は可決させる代わりにパフォーマンスで暴れる。事前に議員ごとの役目を決め、打ち合わせをしてから行っている」と述べている。

### 「採決強行」との違い
当該の法案に反対であるが、全野党が反対・与党単独採決という「強行採決」のケースではない時には、反対派に「採決強行」という言葉が用いられている。この言葉は、与党が野党第一党からの法案賛成を得られたケースにさえも、当該の法案反対派に用いられている。

## 日本
現代の「強行採決」と報道される「与党単独採決」行為は、大東亜戦争（太平洋戦争・第二次世界大戦）以前の帝國議会の時代から存在していた。ただし、帝国議会は議院法の規定により本会議中心の読会制で運営されていたため、採決は本会議で行われることがほとんどで、委員会時点ではなかった。戦前は質疑応答および議論を審議で一通り終われば採決に至ることと決められており、この審議の手続きが明確に立法化されているため、審議の無作為な引き延ばしや中断ができないことが「強行採決」が無かった背景にある。
逆に戦後の国会では委員会中心主義に変わり、委員会、本会議の順に採決を経る仕組みに変わった。しかし、質疑数に法的規定が無く、与野党合意で法案ごとに質疑数を毎回決める必要があるため、野党から賛成が出ない場合は与党単独採決が発生する。

### 戦後の与党単独過半数・野党への配慮
長らく政権交代のない55年体制、国対政治で醸成された日本的慣習・慣例である。
戦後日本の国会では、制度上は多数派による議事運営が規定されており、55年体制以降から自民党が選挙で勝ち続け、衆参両院で単独過半数を占める状態であった。そのため、政党支持率を大きく落とさせない状態を続ける限り、法的にはすべての法案を通すことが可能であった。しかし、自民党は野党へ配慮し、法案採決において何らかの形で野党の合意を取り付けるという暗黙の紳士協定として、対決法案以外では与野党一致の可決が慣例化されていた。そのため、対決法案での与党単独採決が珍しくなり、これをマスコミは「強行採決」と呼んだ。これが対決法案以外でも多数派の採決が基本である欧米では該当用語が存在しない理由である。

国会で野党が行ってきた日本独特の慣習に対する呼称である。マスコミに「与党独裁」へ対決する見せ場を作らせ、「強行採決」への批判から次の選挙戦で与党を不利にさせる。与党側は野党へ「見せ場」をつくらせないために、与党から一定の妥協を引き出せさせる目的がある。「強行採決の茶番」は自民党が単独過半数を選挙で獲得し続ける55年体制やその後の自公連立政権の中で、政権交代出来ない野党がマスコミに担がれる唯一の舞台となっている。

### 国対政治前の与党単独採決と乱闘
田中角栄が自民党幹事長を務めた、1965年6月から1966年12月の時期から始まった「国対政治」で、与党は与野党対決法案を通す代わりに「野党に華を持たせる見せ場」を作ってあげることに合意したことで、本気の乱闘は無くなった。
最初の「乱闘国会」は警察法改正を巡る野党派による反対、岸内閣における日米安保条約改定を巡る安保国会(1960年)がある。

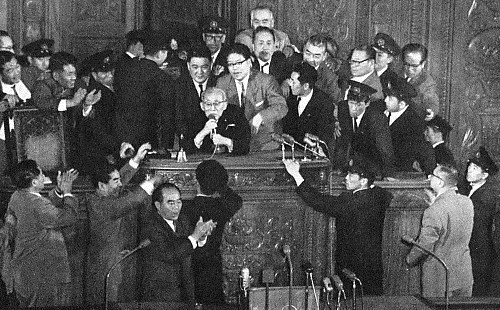
衆議院本会議での新安保条約承認に際してなされた、会期延長の与党単独賛成(強行採決)のシーン。金丸信ら自民党議員によって、野党議員から守られながら清瀬一郎議長が延長を宣言している場面（1960年5月19日）

佐藤内閣における日韓基本条約を巡る日韓国会(1965年12月11日)も「強行採決」の例にあげられるが、こちらは野党の民社党の賛成も得ているため、あえて否定的に表現しても「採決強行」である。
国対政治が開始される前では、日本社会党（現・社会民主党）など野党への事前通告なしに抜き打ちで与党単独採決(強行採決)が行われていた。(佐藤栄作日記にも「国対もつんぼ桟敷にしておいたという記述がある。)しかし、国対政治後は与野党の了解のもとで与党単独採決が行われるようになった。そのため、野党側では「呼吸」を知らない若い議員が本当に採決を阻止してしまわないようにベテラン議員が前に出て、勢いを調整するようになった。

#### 乱闘による負傷補償手当制度と廃止
また、国対政治開始前のような与党単独採決では、各会派入り乱れての本気の乱闘が起きていた。そのため、これに巻き込まれて国会職員らが負傷した際には、国会特別手当が支給される制度があった。与野党事前に話し合いしてから行われるようになった、国対政治後の「乱闘」では国会職員が巻き込まれて負傷する事態はレアケースとなり無用になっていった。そして、この制度は第2次小泉改造内閣時代の2005年（平成17年）に廃止が決定され、2006年度以降は管理職には国会特別手当の支給は行われなくなった。2007年度に管理職以外の支給も廃止された。

### 国対政治の開始・野党のパフォーマンス化
第62-63代内閣総理大臣佐藤栄作の下で田中角栄が第13代自民党幹事長(1965年6月-1966年12月)を務めた昭和40年代中頃に、野党を懐柔するために裏舞台で根回しをする国会運営(国対政治)が浸透し、事前通告なしの抜き打ちでの強行採決は減っていった。
与党が野党の顔を立てるパフォーマンスの場と化してからは、マスコミの配置や終了場面も事前に各種決まっている。
議案に充当させる審議時間の配分や審議の順番など議事日程は議案ごとの均等割ではなく、議案ごとに議院運営委員会で調整され、ここでの調整が重要な政治上での駆け引きの材料となってきた（国対政治）。
- 委員会の議事運営は委員長の職権である（衆議院規則、参議院規則）が、現実には当該委員会の理事会や理事懇談会での与野党交渉で審議日程が決定される。
- 本会議の議事運営は議長（衆議院議長、参議院議長）の職権であり（国会法第55条）、議院運営委員会（議運）の決定に基づいて審議日程が組まれる。しかし、現実には議運の理事会あるいは理事懇談会での与野党交渉によって審議日程が決定され、議運においても多くの場合は（多数決採決ではなく）全会一致で決定される[注釈 5]。
- 本会議や委員会の議事運営の与野党交渉が暗礁に乗り上げた場合は、各政党の機関である国会対策委員会が調整に乗り出す。

しかし、それでも与野党が合意に達しない場合は、与党が単独で採決日を決めて採決を行うべきか否かが与党内で検討される。

#### 55年体制後初の非自民政権による廃止と復活
55年体制下では、単独与党の自民党が最大野党の社会党と与野党国対委員長会談を行い、社会党に花を持たせる国会運営を行っていた(国対政治)。国対政治にも反発があり、「不透明な国対政治の一掃」という主張があった。そして、55年体制開始後で初の非自民の政権である細川連立政権が誕生した1995年に国対政治の廃止が実行された。しかし、与野党国対委員長会談(国対政治)を廃止した途端に、審議日程が行き詰まるなどの実害が生じた。そのため、廃止したはずの細川連立政権下で、そのまま復活となった。

### 民主党への政権交代以降
2009年（平成21年）の第45回衆議院議員総選挙で自民党が惨敗し、民主党に政権交代した後約2ヶ月で、民主党が野党時代は自民党のそれに対して攻撃を重ねていた、強行採決をしだしたことには批判が起きた。評論家の大宅映子は「『数の横暴だ』と言っていたのに、権力を持つと数で押し切ろうとする」「好意的に見るなら政権政党の『お勉強』をしている過程なのかもしれない」「勉強中なら政権党を名乗るな、と言いたい」と批判している。産経新聞によると、騒乱採決or審議拒否の中で可決されたケースを「強行採決」とした際には、3年3カ月の民主党政権では、24回行われた。民主党政権の中でも鳩山内閣は特にわずか2カ月半の間に11回(9回騒乱採決)という圧倒的なペースを含む合計16回もの強行採決を行い、そのうち9回が騒乱採決となっている。
産経新聞は上記の数え方を適応すると、6年4カ月の安倍政権では27回だった。そのため、第2次政権以降の安倍首相期間は民主党政権の約2倍の期間であるのに「強行採決」の数はほぼ同数であることは、民主党政権が倍のペースで行ったことを意味すると報道している 。2017年の「共謀罪」の成立要件を改めた「テロ等準備罪」を新設する組織犯罪処罰法改正案の委員会可決時では、与党単独採決ではないため、毎日新聞は「採決強行」と表記している。
2020年の第201通常国会では検察官の定年を引き上げる検察庁法改正案では、与党単独採決を強行する構えを見せたが断念した。野党側は「世論の反対を受けた結果」と評価し、断念した背景には与党内から異論が噴出していたことが報道されている。
第4次安倍内閣の後を継いで発足した菅義偉内閣は、翌年の第204通常国会に提出された入管法改正案のメインだった難民認定申請の回数制限を巡り、与野党協議が決裂したため、強行採決も辞さない方針を示した。しかしながら、新型コロナウイルスのワクチン接種の遅れ、緊急事態宣言の延長によって、世論調査での内閣支持率が低下傾向にある中で、同年7月の東京都議選や秋までにある衆院選に影響しかねないとして見送りを余儀なくされた。同改正案自体は、その後の第2次岸田内閣下の第211通常国会(2023年1月23日〜6月21日)で成立している。2023年5月13・14日のテレビ朝日の出入国管理法の改正案に対する世論調査では、「3回以上難民申請をしている外国人の送還を可能にすることや、収容に代わって支援者のもとで生活する措置導入」に賛成47%・反対24%・「わからない、答えない」 29%という内訳であった。

### 語源など
この際、議院運営委員会での与党側の優勢を背景に、野党の合意を取り付けないまま審議を終了させ、法案を採決することを「強行」とマスコミや野党が表現したのがもともとの語源である。また与党が一方的に審議を打ち切ることから、「与党による審議拒否」とのレトリックが用いられることもある。ただし、議案に反対する野党側が無作為に審議継続を要求し、不信任決議案の提出などで議案の採決を引き延ばす行為に出た場合に審議を終了させるのは批判の対象とならない。
委員会審議における強行採決は、通常、与党の若手議員が質疑打ち切りの動議を審議途中に挙手して口頭で提案し、それを可決するか、委員長の職権で質疑終局の宣告をして採決に移る。これに対して、野党が議案の採決を阻止を企図する場合もある。物理的な議事妨害としては、委員長の入室を妨害する、委員長のマイクを奪う、などが挙げられる（これに対して与党は、委員長を衛視に護衛させて入室させ開会し審議を通す）。このほか、牛タン戦術や審議拒否などの手法が採られることもある。本会議の場合、議長の本会議場入場を阻止するピケ戦術を行う、内閣不信任決議案・議長不信任決議案・委員長解任決議案等を提出して牛歩戦術を行う、などの手法が挙げられる。
委員長が与党議員であると比較的円滑に採決が行われるが、野党議員の場合は一般にそのままでは強行採決は不可能となる。このため、野党が委員長ポストを占める「逆転委員会」に付託される内閣提出法案は、野党に宥和的な内容となる傾向がある。また、逆転委員会で法案審議が滞った場合、本会議が中間報告を求め、直ちに本会議での審議に移行して採決させるという手法が採られることもある。

一方の議院で可決してももう一方の議院で可決できないまま会期終了すると国会の議決とならないため、法案成立のためには衆議院の再議決するためのみなし否決の60日間、予算成立や条約承認のために自然成立する30日間の日数が必要なため、会期日数を考慮して衆議院で強行採決をする場合がある。特に一般会計総予算（当初予算）の年度内成立を与党側が絶対譲れないとした場合や、いわゆるねじれ国会で与党による参議院での強行採決が不可能なケースでは、会期末までないしは年度内成立期限までの残り日数を考慮に入れて衆議院における委員会と本会議での採決日が決められる。

### 評価
法的には、衆参議会の過半数を与党が獲得している場合必然的に問題は生じない。
選挙上の影響としては、1960年（昭和35年）の猛烈な反対闘争に晒された日米安保条約の成立後に退陣した岸信介の後を受けた池田内閣が、安保解散においては単独過半数を超える圧倒的な勝利を収めたこともあれば、他方2004年厚生年金保険法改正など一連の年金関連法案を強行採決した後に年金未納問題が発覚した小泉内閣の支持率が10％以上下落し同年の参議院選挙の比例票で野党民主党の後塵を拝して躍進を許したように、世論の変化に一定の影響を及ぼす。このため前述の検察庁法改正法案なども含め、一度は与党間で確認された法案成立の強行方針がその後の選挙への悪影響を懸念して廃案・先送りに追い込まれる事態も少なからず存在する。
命令委任の観点では個々の議員は有権者団の結論の仮の投票者にすぎないため、「強行」採決には倫理上の問題は生じず「強行」と表現されることもない。日本の国会議員は自由委任と解される（憲法第43条）が半代表の主張も有力である（国民主権も参照）。判例でも強行採決による立法過程が法律の効力に影響を与えることは無いと判示している。
1990年代には、衆議院の選挙制度が小選挙区比例代表並立制になる等する政治改革は日本も二大政党政治に移行しようという風潮が見られた。この場合、野党側としては与野党対決議案については与党の政策を批判して明確な対立的立場を表明する方が旧来の支持者基盤の強化につながるという形で次期の選挙において有利と考えることから、与党側の議案に賛成しない傾向が増えてきているためことから、審議が野党の合意を取り付けないまま採決に至る「強行」が増えてきている。

一方、野党が採決で議案を否決しようとせず最初から採決そのものを否定するのは、議案を可決・成立することによる問題点を審議過程で野党が明らかにしても、殆どの場合、与党の党議拘束に基づく数の論理を背景に議案が可決されるためである。一方で議案採決において多くの与党議員の造反が見込める場合は、与党議員減少が視野に入り野党にとって望ましい結果となる可能性があることから野党が採決に同意する形で強行採決と批判せずに議案の採決で否決することで議案成立を阻止することもある。数少ない具体例の1つとしては、いわゆる郵政国会における郵政民営化法案の採決（2005年7月8月）が挙げられる。
また、野党が複数存在し、法案採決に対する態度が統一されていない場合、どの程度の党が採決への反対を続けていれば「強行採決」と定義し得るかという問題もある。2013年以降議会勢力で絶対安定多数を誇る第二次安倍から菅義偉内閣にかけ分断に晒された野党の間では、従来の対決姿勢を不毛で非建設的とみなす日本維新の会や逆に1990年代以前の日本社会党のような過激な闘争方針を打ち出すれいわ新選組といった会派の台頭によりなかなか足並みが揃わないことも強行採決を最終的に国民に受容させる結果をもたらしている。
池田信夫は日本の国会が諸外国とは異なり、多数決で決めることを基本としていないことを批判している。衆参過半数を握っている際の与党法案は多数決すれば必ず通るので、野党は「利害の対立する法案」には審議拒否による国会を引き延ばし・会期切れによる廃案を目標とする。そして、審議時間を浪費させ、官僚に徹夜を強いて、「強行採決」の場面を作る茶番劇が日本の国会では繰り返されている、と評する。
このように与野党ともどこまで強硬な姿勢を維持できるかは、その時世における世論の動向により対応が異なる。

### 背景
日本で与党単独での採決(強行採決)が注目されたり、起きる理由としては、
1. 単独過半数を握る与党自民党による野党への配慮[21]
2. ねじれ国会となることが少ないこと(衆参与党で過半数状態の多さ)[36]。
3. 野党議員のパフォーマンスの場となっていること[37][38][8]。
4. 日本の委員会審査が、一つ尋ねて一つ答えるという一問一答方式の終わりのない無限の過程（質疑、答弁）であること。また審査を何回行うかは国会法などで定められておらず逐一与野党の合意で決めているため、対決法案の場合、審査の回数の合意が容易に得られないこと。一方で与党が両院の過半数を獲得してる場合、法的には審査を形式的に行いあとは「単に採決を行うだけ」であるため、野党がわがその不当性を訴えても法的に無効にすることは不可能であり、結果として野党が抗議の意思を表明する手段が「審議拒否」である[4]。
5. 本会議で継続審議の議決をしない限り会期終了とともに廃案となること（「会期不継続の原則」）- 審議未了を防ぐために早めに採決をしなければならない与党の事情と、与党が単独採決しない限りは、採決を引き延ばせば廃案になるという野党の国会戦略が対立して、採決日程が合意に至らない。

が挙げられる。このような事情から、円滑に法案を成立させるためには、与党が野党の法案修正協議に応じるか、与党が単独採決(強行採決)に踏み切ることとなる。
これに対して、多くの西側民主主義国の議会では、
1. 議会で単独過半数がある際に、日本のように対決法案以外でも野党への配慮がないこと[2]。
2. 会期制や法案審議の継続性が緩やかであること[注釈 10]
3. 造反が多いこと[注釈 11]、あるいは党議拘束がかけられないこと[注釈 12]

という特徴がある。そもそも、与党が(両院)議会の多数派を握っている際には、野党の反対は無視し、可決してしまうことが普通である。上記のように、法律的には日本でも問題ない。そのため、日本のようにレアケースだから注目される「強行採決(対決法案での与党単独採決)」がピックアップされない。日本の国会でも衆院は与党過半数・参院は野党過半数という「ねじれ」状態では、与野党協調賛成法案は別に、「与野党対決法案」の議論では、政権与党は苦しい国会運営を強いられる。特に野党の有力会派が立憲民主党と日本維新の会の2つになった2010年代後半以降は、維新が自民・立民両党から懐柔の対象とみなされ、政局運営は益々難しいものになった。

### 与党単独採決で可決された法律の具体例
1960年（岸内閣）
- 日米安保条約改定(安保国会(1960年))

1969年（第2次佐藤第2次改造内閣）
- 大学運営臨時措置法案[39]

（参議院にて先決案件である副議長不信任案の審議が続く中の休憩明けに突如法案採決がなされている）
2006年（第1次安倍内閣）
- 教育基本法改正案[42]

2009年（鳩山由紀夫内閣）
- 中小企業等金融円滑化法案[43]

2010年（鳩山由紀夫内閣）
- 子ども手当法案[44]
- 国家公務員法改正案[45]
- 参議院定数6増法案[46]

## 韓国
衆参単独過半数を持っている自民党が、対決法案以外で与野党一致での可決方針をとったことで、逆に与党単独採決が珍しくなった。これをマスコミは「強行採決」と呼んだ。対決法案以外でも多数派の採決が基本である欧米では該当用語が存在しない理由である。ただし、日本への関心の強いマスコミ関係者が多い韓国では、そのまま韓国語発音に翻訳されて、概念が輸入された。
2009年のメディア規制緩和法案ではハンナラ党による採決の強行に対して乱闘騒ぎが発生した。
2011年の米韓自由貿易協定（FTA）批准案では与党の採決の強行に対して野党議員が催涙弾を投げ込む騒ぎが発生した。

## 台湾
台湾は中華民国となって以降から、万年国会状態であった。しかし、1989年に行われた初の改選時に合法化された本土派政党である民主進歩党（民進党）が21議席、国民党は72議席を獲得した。この民主化後以降から民進党と国民党の対立が起きるようになった立法院では、採決をめぐり議場で乱闘が起きることも珍しくなく、これらの政争を中国側メディアが国民党寄りに好意的に取り上げる報道がある。議会の多数派を握る民進党による表決を批判する際に「强行表决」との表現を用いている。
2014年3月、与党・国民党が対中国間で通信、金融などの分野の自由化を目指す「サービス貿易協定」の審査通過を強行採決した。これに抗議する100人以上の学生が18日夜から立法院の議場を占拠した。
2020年6月、議会の多数派を占める民進党や蔡英文総統による法案の強行採決、人事案に抗議する野党国民党が議会にバリケードを築いた。これを突破した民進党議員と揉み合い怒号が飛び交った。